# 安藤稜浩
安藤 稜浩（あんどう たかひろ、旧芸名：安藤 稜悟（あんどう りょうご）、1996年5月27日 - ）は、日本の俳優である。広島県出身。スターダストプロモーションに所属していた。

## 出演

### テレビドラマ
- 警視庁・捜査一課長 第2話（2016年4月21日、テレビ朝日） - 高校生澤井 役
- MIU404 第8話（2020年8月14日、TBSテレビ） - 伊吹（少年期） 役
- ホリミヤ（2021年2月17日- 、毎日放送・TBSテレビ）

### 映画
- 傷だらけの悪魔（2017年公開）
- Sea Opening（2018年公開） - 三島要 役
- ホリミヤ（2021年2月5日公開）

### 舞台
- 劇☆男
  - 第7回公演「2069」(ニ ゼロ ロク キュウ）（2016年6月22日 - 26日、TACCS1179）
  - 「BIRTH 〜joining souls〜」 （2017年2月11日 - 13日、R'sアートコート）
- 朗読劇「Dream Lesson in 2019 autumn」（2019年10月）

### バラエティ
- 痛快TV スカッとジャパン（フジテレビ）
  - 胸キュンスカッと「恋する想いはハチマキに…」（2016年10月3日）
  - 胸キュンスカッと「素直になれない文化祭」（2016年11月21日）

### CM
- フジテレbe with you 「フルタチさん」篇（2016年11月3日 - ）
- かんぽ生命「人生は、夢だらけ。」「もしもあのとき」篇（2017年9月1日 - ）
- JTB「Bridging the New つながれば、はじまる。」篇（2017年9月20日 - ）
- 山崎製パン ランチパック「Anywhere」篇（2019年9月1日 -）
- ソフトバンク ワイモバイル「スマホ持つか持たないか裁判」（2021年 - ）

### ミュージックビデオ
- ポルノグラフィティ「キング&クイーン」（2017年）
- スキマスイッチ「青春」（2019年）